# Vera Vitali
Vera Vitali (Stockholm, 3 oktober 1981) is een Zweeds actrice. Ze komt uit een familie van acteurs, haar gescheiden ouders Leon Vitali en Kersti Vitali waren ook acteur, alsook haar broer Max Vitali. Ze studeerde aan de Elementära Teaterskola in Stockholm, en vervolgens aan een acteerschool in New York. In 2007 debuteerde ze in het theaterstuk Der Brotladen van Berthold Brecht.
In 2014 speelde ze in de Noors-Nederlandse film Blind de rol van Elin. In 2012 en 2015 speelt ze in Arne Dahl, Zweedse miniseries van schrijver Arne Dahl, die op Netflix te zien zijn.

## Filmografie
- 2008 - De ofrivilliga
- 2008 - Livet i Fagervik (tv-serie)
- 2009 - Hela havet stormar (kortfilm)
- 2010 - Puss
- 2010 - Cornelis
- 2011 - Människor helt utan betydelse (tv-film)
- 2012 - Arne Dahl: Upp till toppen av berget (miniserie)
- 2012 - Arne Dahl: Europa Blues (miniserie)
- 2012 - Arne Dahl: De största vatten (miniserie)
- 2013 - Monica Z
- 2013 - Farliga drömmar
- 2013 - Rum 301
- 2014 - Min så kallade pappa
- 2014 - Ettor och nollor (tv-film)
- 2014 - Blind
- 2015 - Det vita folket
- 2015 - Arne Dahl: En midsommarnattsdröm (miniserie)
- 2015 - Arne Dahl: Dödsmässa (miniserie)
- 2015 - Arne Dahl: Mörkertal (miniserie)
- 2015 - The Deposit
- 2016 - Grand Hotel
- 2016 - Brimstone
- 2017 - Bonusfamiljen